# Euphaedra (Gausapia) calliope
La Euphaedra (Gausapia) calliope es una especie de Lepidoptera de la familia Nymphalidae, subfamilia Limenitidinae, tribu Adoliadini, pertenece al género Euphaedra, subgénero (Gausapia).

## Subespecies
- Euphaedra (Gausapia) calliope calliope Hecq, 1981
- Euphaedra (Gausapia) calliope aurichalca Hecq, 2004

## Localización
Esta especie y subespecies de Lepidoptera se distribuyen por Camerún (África).